# Георг Август Вилхелм (Золмс-Лаубах)
Георг Август Вилхелм фон Золмс-Лаубах (на немски: Georg August Wilhelm zu Solms-Laubach; * 9 август 1743 в Лаубах; † 1 август 1772 в Лаубах) е граф на Золмс-Лаубах. Той е полковник в Брауншвайг.
Той е вторият син на имперски граф Кристиан Август фон Золмс-Лаубах (1714 – 1784), императорски таен съветник, и първата му съпруга принцеса Елизабет Амалия Фридерика фон Изенбург (1720 – 1748), дъщеря на княз Волфганг Ернст I фон Изенбург-Бюдинген (1686 – 1754) и първата му съпруга графиня Фридерика Елизабет фон Лайнинген-Дагбург-Емихсбург (1681 – 1717). По-големият му брат е Фридрих Ернст Карл (1740 – 1759).
Георг Август Вилхелм умира на 1 август 1772 г. в Лаубах на 28 години.

## Фамилия
Георг Август Вилхелм се жени на 2 ноември 1767 г. в Бюдинген за принцеса Елизабет Шарлота Фердинанда Луиза фон Изенбург-Бюдинген-Бирщайн (* 24 януари 1753 в Бюдинген; † 16 декември 1829 в Утфе), дъщеря на принц Фридрих Ернст фон Изенбург-Бюдинген-Бирщайн (1709 – 1784) и графиня Луиза Шарлотта фон Изенбург-Бюдинген-Филипсайх-Офенбах (1715 – 1793). Те имат децата:
- Карл Христиан Фридрих (1768 – 1768)
- Фридрих Лудвиг Христиан (1769 – 1822), граф на Золмс-Лаубах, женен на 27 ноември 1797 г. в Айбах за графиня София Хенриета фон Дегенфелд-Шонбург (1776 – 1847)
- Вилхелм Лудвиг Хистиан (1770 – 1773)
- Филипина Шарлота София (1771 – 1807), омъжена на 29 август 1789 г. в Лаубах за граф Фолрат Фридрих Карл Лудвиг фон Золмс-Рьоделхайм-Асенхайм (1762 – 1818), син на граф Йохан Карл Ернст фон Золмс-Рьоделхайм-Асенхайм (1714 – 1790) и втората му съпруга Амьона Шарлота Елеонора фон Льовенщайн-Вертхайм-Вирнебург (1743 – 1800)